# Latarnia Morska Świnoujście

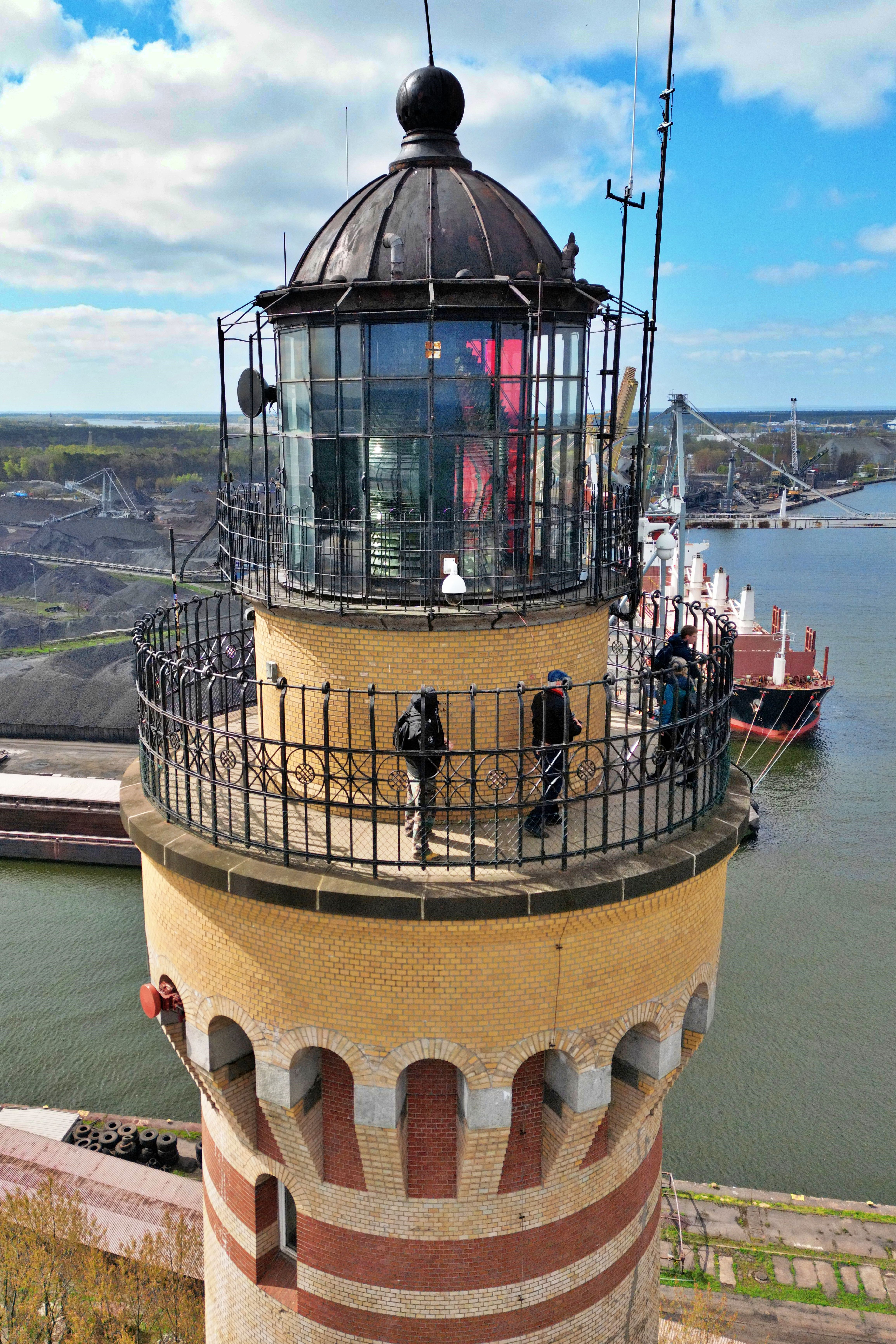
Laterna Latarni Morskiej Świnoujście

Latarnia Morska Świnoujście – najwyższa na polskim wybrzeżu Morza Bałtyckiego, jedna z najwyższych latarń morskich na świecie. Jest najwyższa w świecie wśród latarń wybudowanych z cegły; na jej szczyt prowadzi dokładnie 308 schodów. Położona jest w dzielnicy Warszów miasta Świnoujście (województwo zachodniopomorskie).
Latarnia znajduje się między Latarnią Morską Peenemünde w Niemczech (około 38 km na zachód) a Latarnią Morską Kikut (około 28 km na wschód).

## Informacje ogólne
Latarnia jest administrowana przez Urząd Morski w Szczecinie i jest udostępniona do zwiedzania.
Cały obiekt latarni składa się z trzech części. Wieża latarni jest zbudowana z ceramicznej cegły. Od strony północnej i południowej przylegają do niej dwukondygnacyjne budynki z czerwonej cegły, w których mieszczą się urządzenia radiolatarni oraz pomieszczenia dla obsługi. Kiedyś w budynkach mieszkali latarnicy z rodzinami, dbając o to, aby latarnia nigdy nie zgasła. W laternie jako źródło światła zainstalowano aparat Fresnela I klasy.

## Dane techniczne
- Położenie: 53 54·96 N 14 17·05 E[b]
- Wysokość wieży: 67,7 m
- Wysokość światła: 65 m n.p.m.[8]
- Zasięg nominalny światła: 24 Mm (46,30 km) światło białe, 9,0 Mm światło czerwone[2]
- Charakterystyka światła:

przerywane, sektorowe światło czerwone: w namiarze 029 – 057°, białe: 057° – 280°
- Okres: 5,0 s
- Światło : 4,0 s
- Przerwa: 1,0 s

Zmieniacz dwupozycyjny, zawiera dwie nowe żarówki, każda po 1000 W. Świeci tylko jedna z nich a po przepaleniu automatycznie wymieniana jest na drugą, przedtem były żarówki o mocy 4200 W.
Wyposażona w AIS MMSI 2610800

## Historia
W XVII wieku nie istniała w Świnoujściu jeszcze żadna latarnia, ale jej funkcję pełniło ognisko o dużych rozmiarach palone na wzniesieniu w Chorzelinie. Pierwsza latarnia morska w Świnoujściu powstała w 1805 roku. Stała na głowicy falochronu i zbudowana była z desek i luster. W 1828 roku została w jej miejscu postawiona nowa, tym razem stalowa.
Budowę obecnej latarni rozpoczęto w 1854 roku i trwała niecałe trzy lata. Uruchomiono ją 1 grudnia 1857 roku. W owych czasach była godnym podziwu osiągnięciem budowlanym. Do 1902 roku wieża latarni od dolnej galerii aż do galerii górnej, miała kształt ośmioboku zwężającego się ku górze i zbudowana była z żółtej licowanej cegły. Grubość ścian wynosiła 1,7 metra nad galerią dolną do 1,3 metra przy galerii górnej. Do 1945 roku była to najwyższa latarnia morska na terytorium Niemiec.
Latarnia morska w Świnoujściu jest wyposażona w światło sektorowe.  
Ciężkie warunki atmosferyczne, jakie panują w Świnoujściu spowodowały znaczne ubytki cegły, w związku z czym w latach 1902–1903 przeprowadzono kapitalny remont wieży. Ponieważ okazało się, że najbardziej zniszczone były cegły na krawędziach, postanowiono zmienić kształt wieży z ośmiokątnego na okrągły. Wokół wieży zbudowano na jej całej wysokości silne, drewniane rusztowanie i postępując od góry zdjęto całą okładzinę a następnie przystąpiono do murowania nowego płaszcza z cegły klinkierowej postępując odwrotnie to znaczy od dołu do góry. W tej postaci latarnia przetrwała do dzisiaj.
W czasie II wojny światowej 12 marca 1945 roku podczas alianckiego bombardowania lotniczego wybuchające w jej pobliżu bomby spowodowały pęknięcia korpusu wieży. Dopiero po 14 latach, w 1959 roku kolumna została wzmocniona zastrzykami zespalającymi spękane mury.
Zapylenie atmosfery chemikaliami przeładowywanymi na statki w otaczającym porcie spowodowało, że okładzina kolumny wieży latarni uległa ponownie znacznemu zniszczeniu. Od listopada 1998 roku do wiosny 2000 roku przeprowadzono remont, który objął całą budowlę czyli wieżę z przyległymi do niej dwukondygnacyjnymi budynkami.
Latarnia została udostępniona do zwiedzania 5 sierpnia 2000 roku.
- Radiolatarnia

Od 1958 roku latarnia pełni rolę radiolatarni. Została wyłączona 10 listopada 1999 roku.
W 2013 roku była jedną z dwóch działających radiolatarni morskich na polskim wybrzeżu. Wyposażona w nadajnik radiolatarni – wysyłała sygnał rozpoznawczy S (• • • według alfabetu Morse’a)

### Kalendarium
- 1854 – rozpoczęcie budowy obecnej latarni
- 1 grudnia 1857 – uruchomienie latarni
- 1902–1903 – kapitalny remont wieży
- 1958 – uruchomienie radiolatarni, 1999 – wyłączenie radiolatarni[15]
- listopad 1999 – wiosna 2000 – generalny remont
- 5 sierpnia 2000 – udostępnienie latarni do zwiedzania
- 1 października 2015 – testowanie nowego źródła światła: nowa żarówka metalohalogenkowa o mocy 1000 watów i napięciu 230 woltów. Pozostałe dane bez zmian[17].

## Zdjęcia

Latarnia Morska Świnoujście
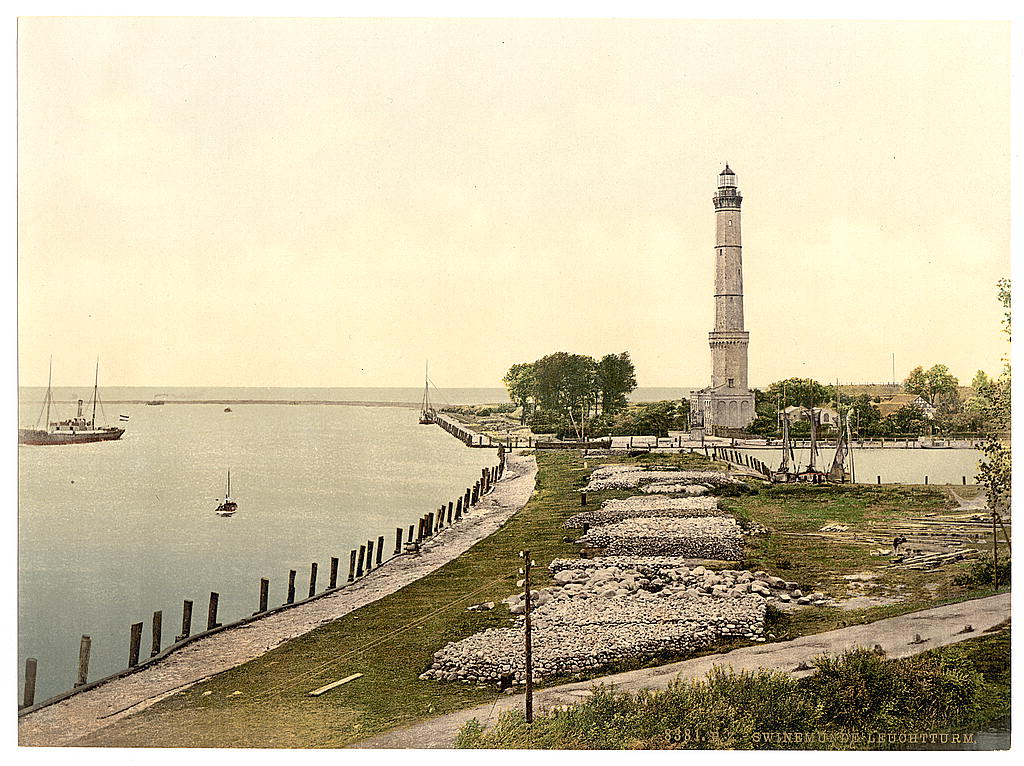
Latarnia Morska Świnoujście – Lata 1890–1900
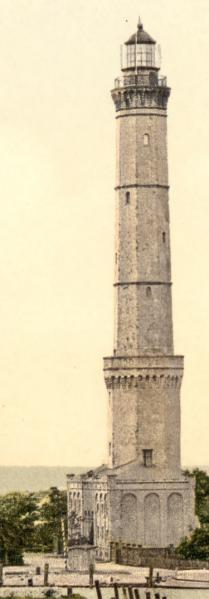
Latarnia Morska Świnoujście – Ośmiokątna wieża z lat 1890–1900
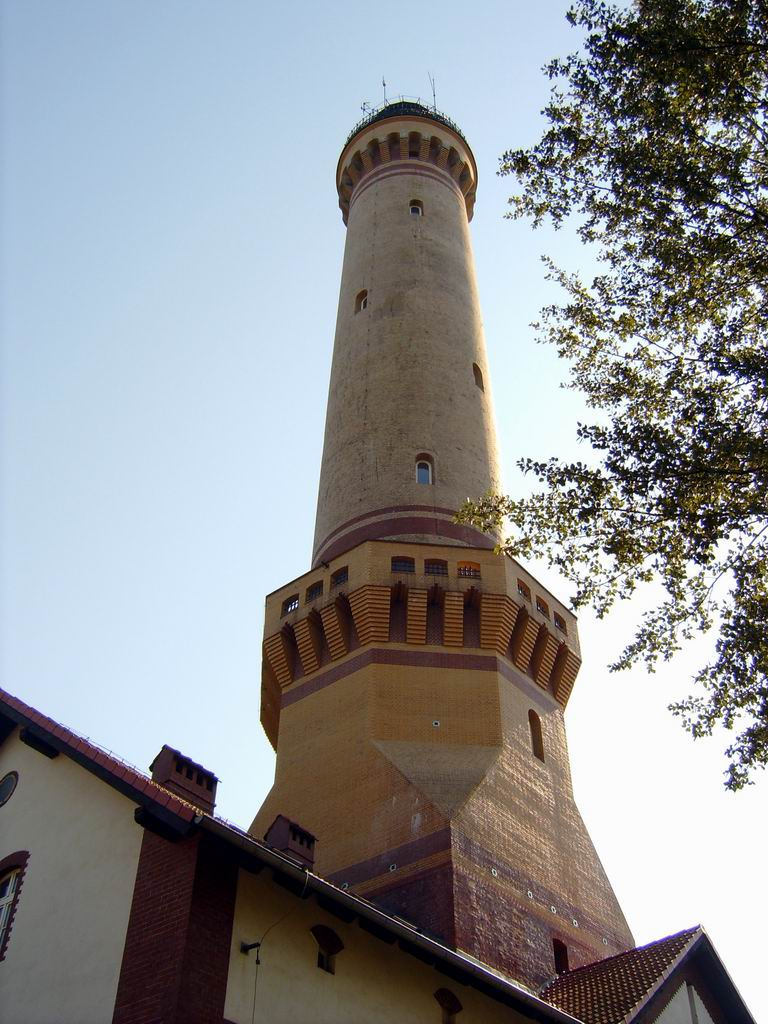
Latarnia Morska Świnoujście, 2007
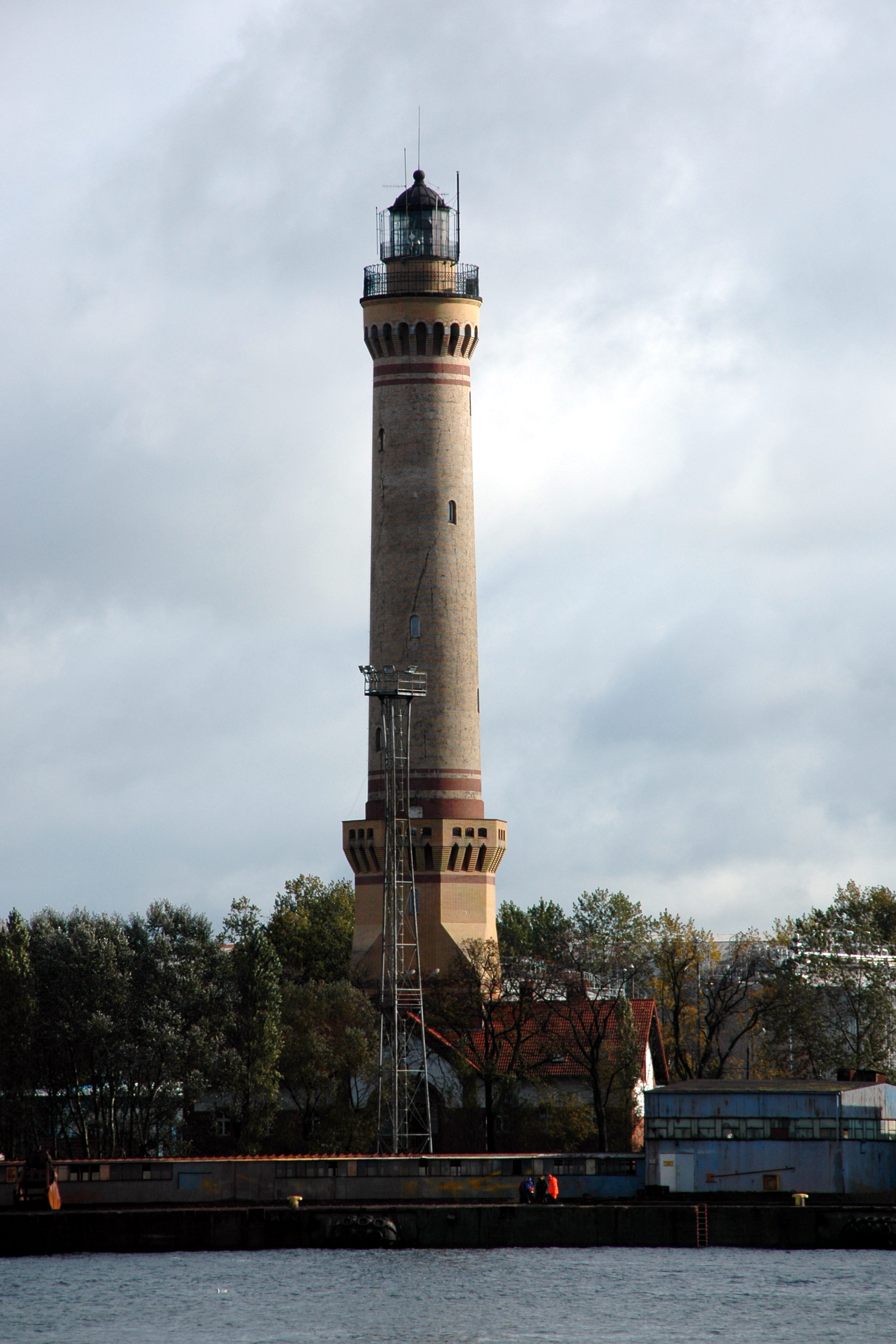
Latarnia Morska na prawobrzeżu Świny, 2008
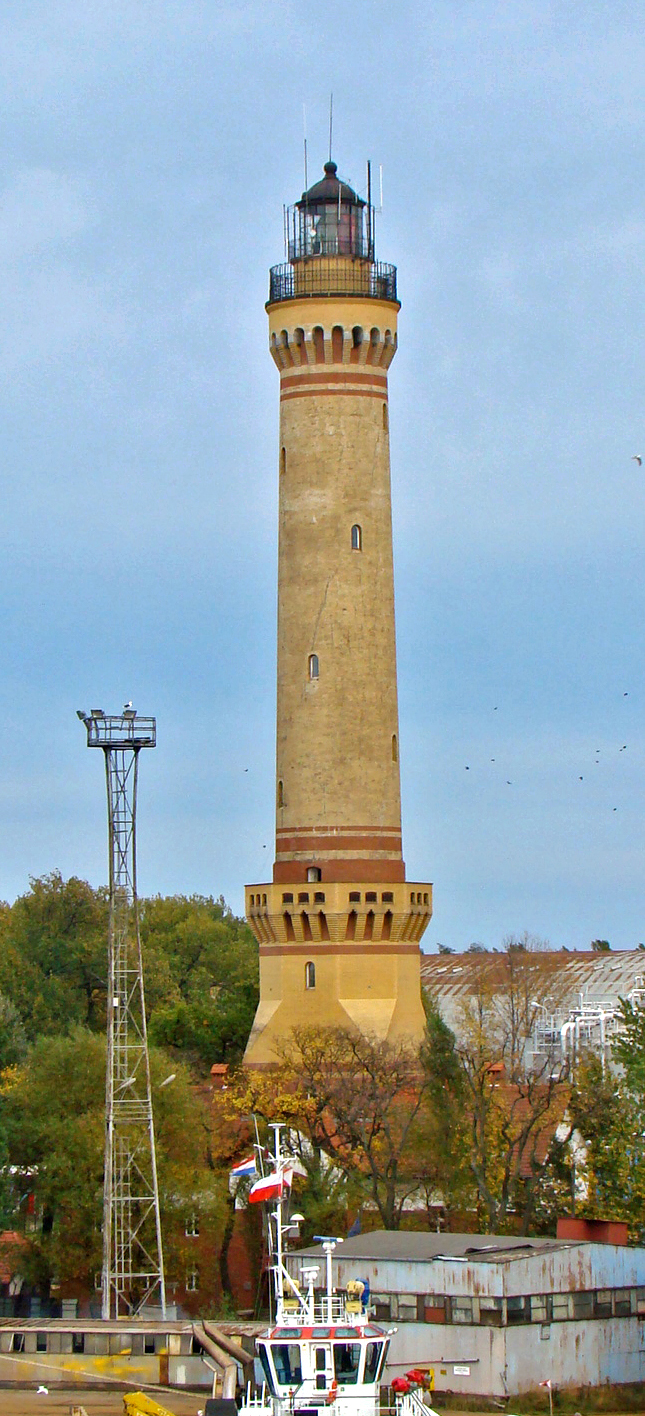
Latarnia Morska Świnoujście, 2013
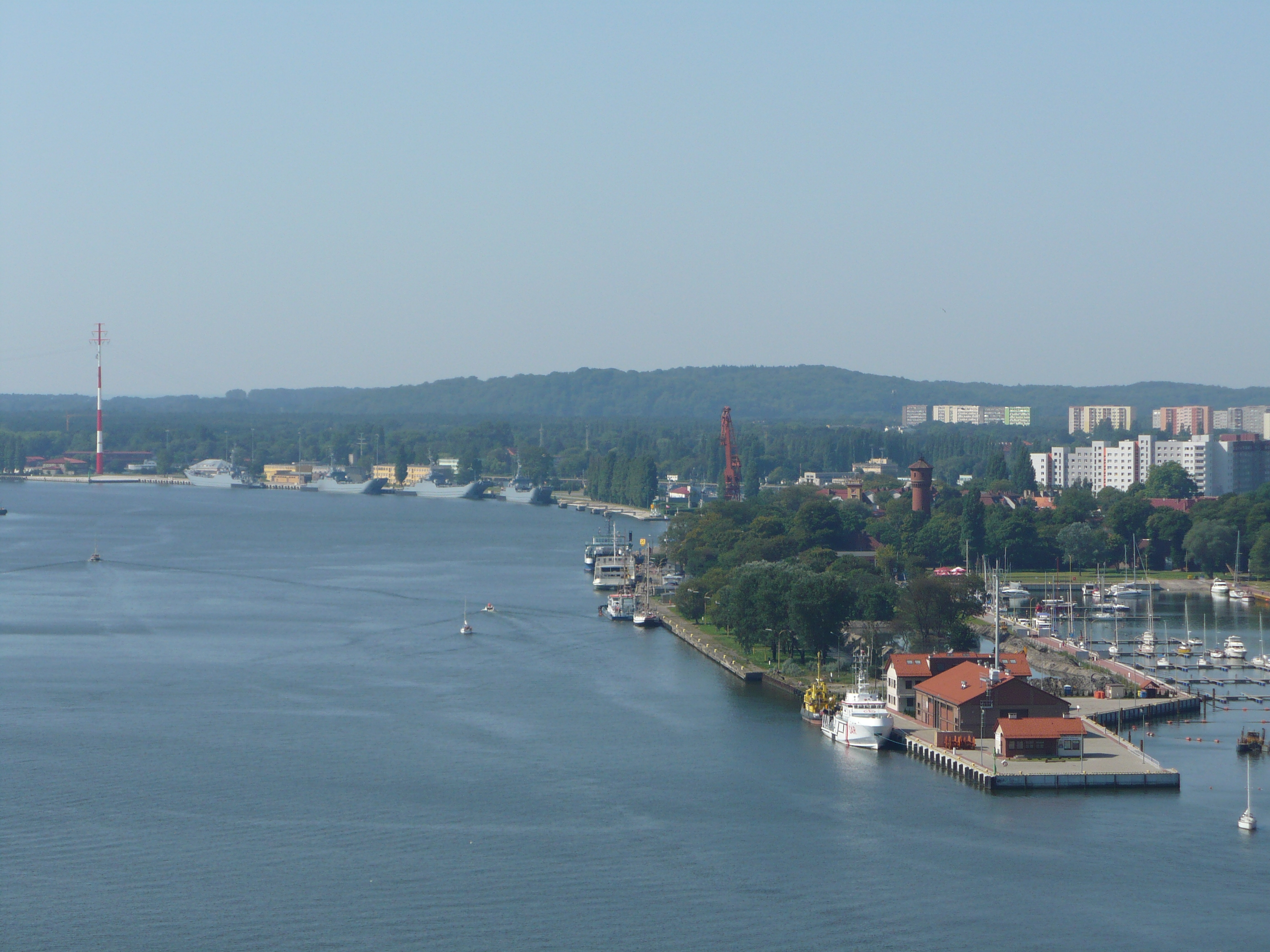
Widok z latarni na lewobrzeżne Świnoujście
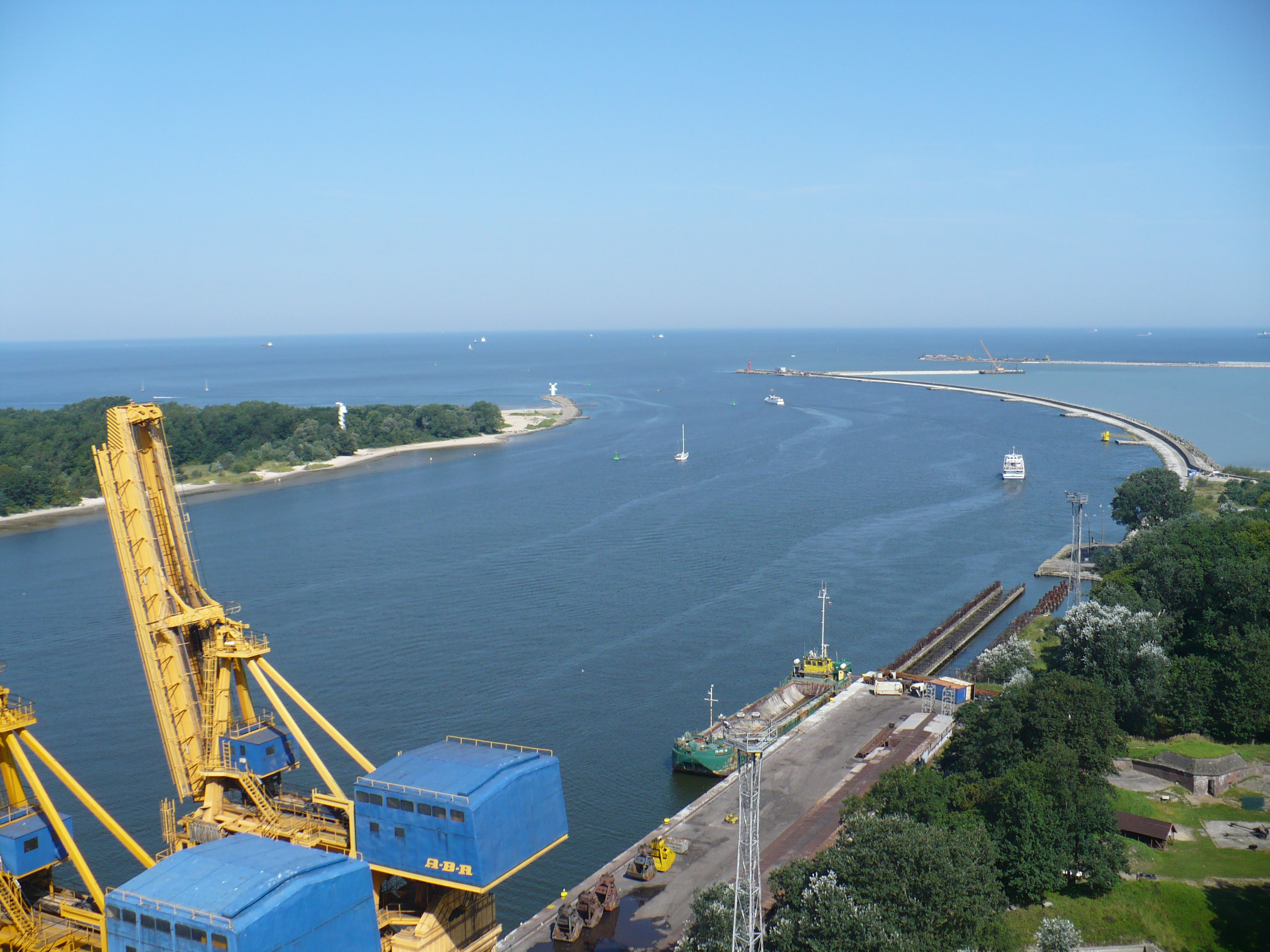
Widok z latarni na ujście Świny
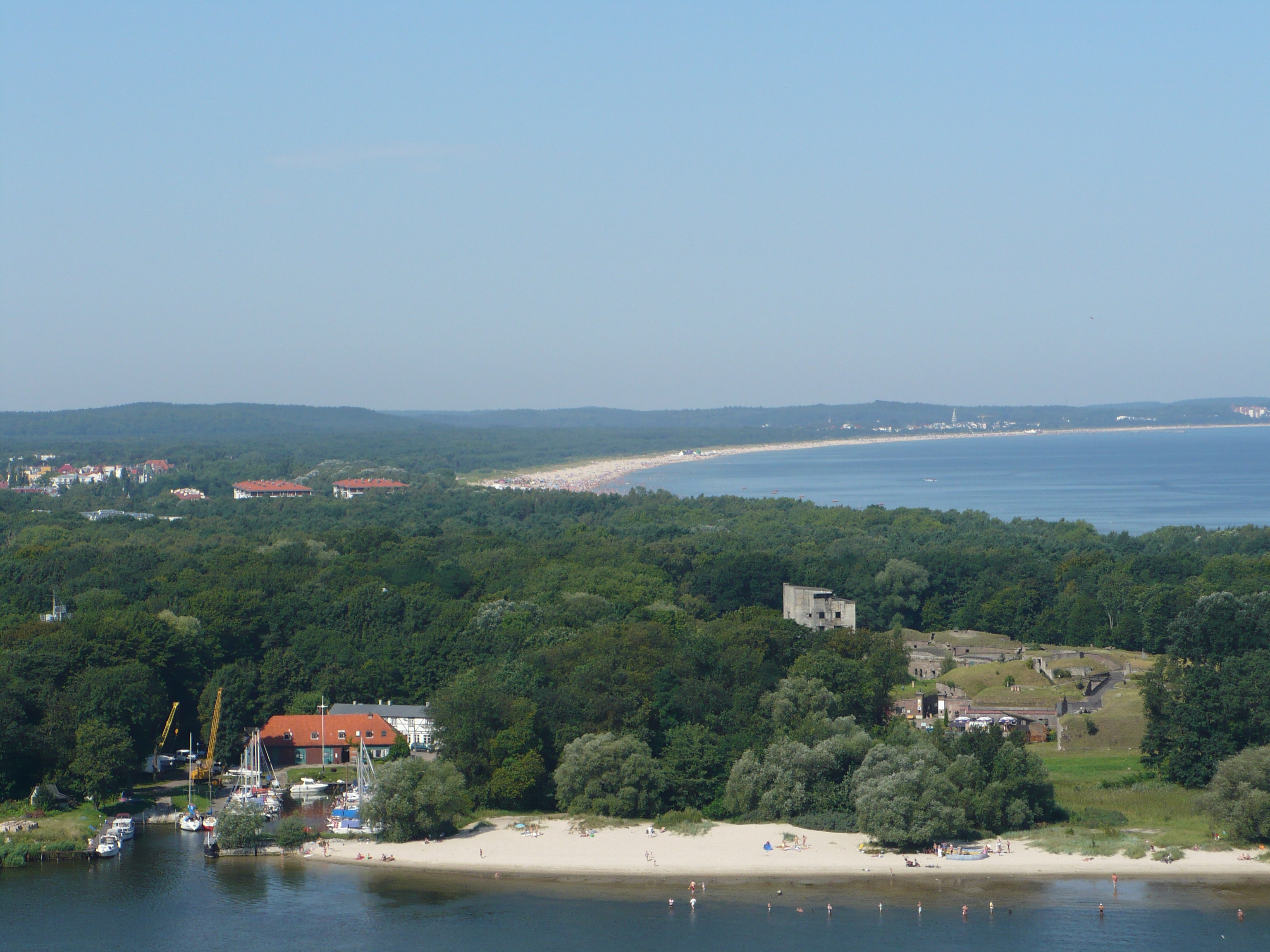
Widok z latarni w kierunku Uznamu
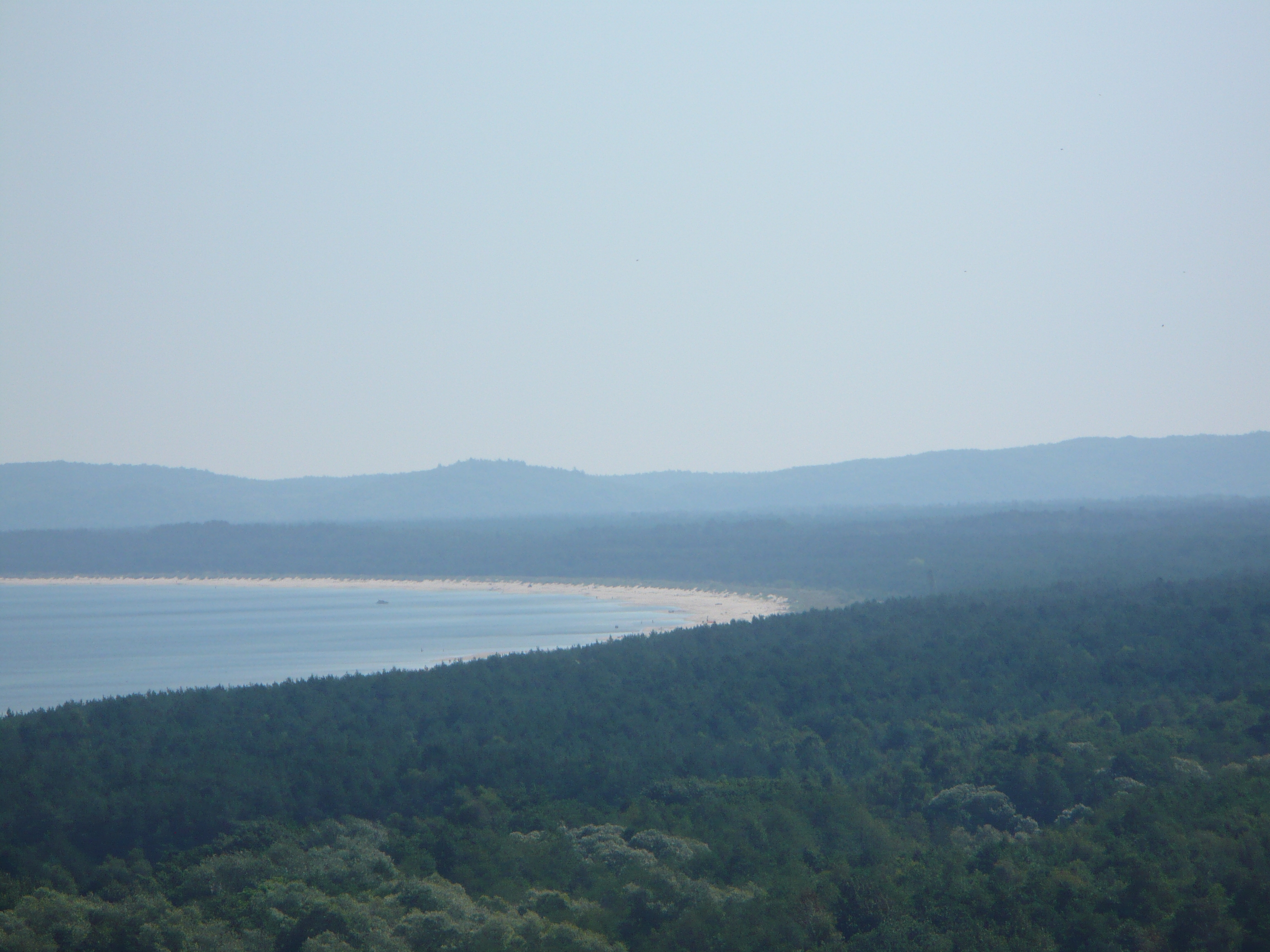
Widok w kierunku Międzyzdrojów
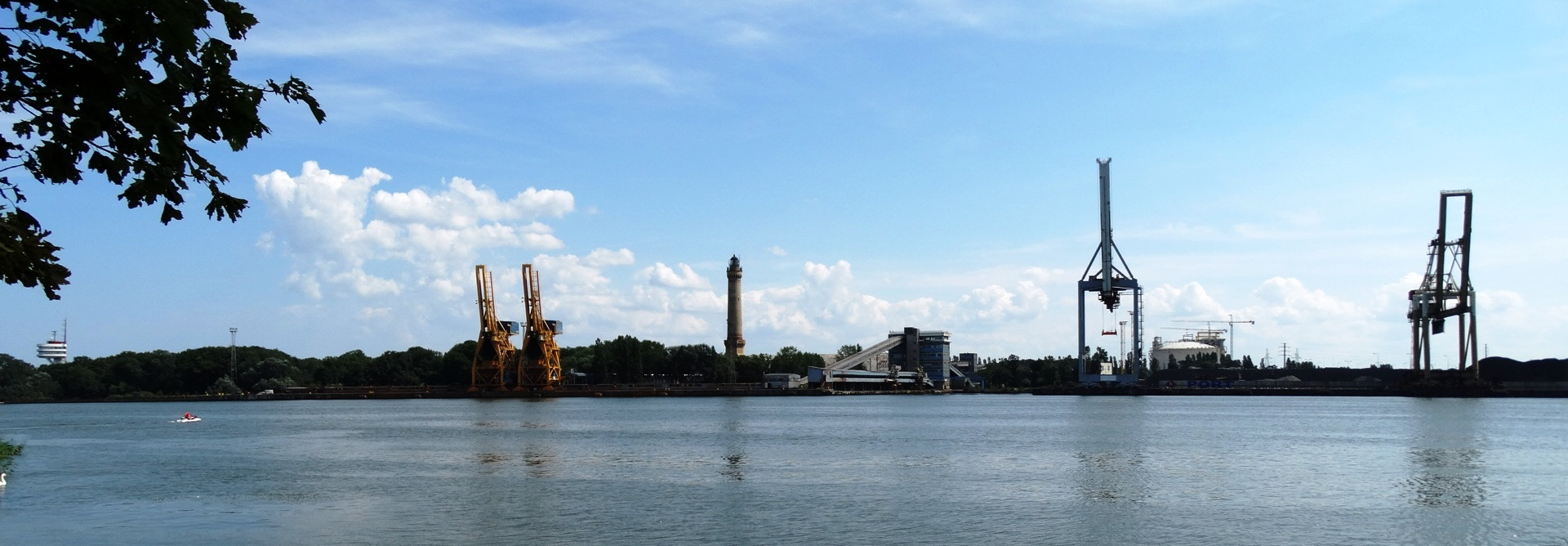
Widok na port handlowy i latarnię z prawobrzeża